# Brazil Challenger 2005
Il Brazil Challenger 2005, noto come Copa Petrobras Brazil per motivi di sponsorizzazione, è stato un torneo di tennis facente parte della categoria ATP Challenger Series nell'ambito dell'ATP Challenger Series 2005. Il torneo si è giocato a Aracaju in Brasile dal 14 al 20 novembre 2005 su campi in terra rossa.

## Vincitori

### Singolare
Boris Pašanski ha battuto in finale  Nicolás Lapentti con il punteggio di 7–6(9), 7–5

### Doppio
Máximo González /  Sergio Roitman hanno battuto in finale  Carlos Berlocq /  Martín Vassallo Argüello con il punteggio di 6–4, 6(7)–7, 6–3